# Новичков, Иван Андреевич
Иван Андреевич Новичков (бел. Іван Андрэевіч Навічкоў; род. 14 ноября 2003, Витебск) — белорусский футболист, вратарь клуба «Витебск». Выступает на правах аренды в клубе «Сморгонь».

## Карьера

### «Витебск»

#### Аренда в «Локомотив» Гомель
Воспитанник футбольной академии «Витебска». В сезоне 2020 года футболист стал выступать за дублирующий состав витебского клуба, где быстро закрепился в роли основного вратаря. В октябре 2021 года футболист впервые попал в заявку основной команды клуба, однако на поле так и не вышел, продолжая выступать за дублирующий состав. В апреле 2023 года футболист на правах арендного соглашения присоединился к гомельскому «Локомотиву» до конца сезона. Дебютировал за клуб футболист 8 апреля 2023 года в матче против петриковского «Шахтёра». На протяжении сезона футболист был одним из основных игроков гомельского клуба, поставив рекорд по отражённым пенальти. В декабре 2023 года по окончании срока арендного соглашения футболист покинул клуб.

#### Аренда в «Сморгонь»
В январе 2024 года футболист готовился к новому сезону с основной командой «Витебска». В феврале 2024 года футболист проходил просмотр в «Сморгони». В марте 2024 года футболист официально присоединился к сморгонскому клубу на правах арендного соглашения до конца сезона. Дебютировал за клуб футболист 16 марта 2024 года в матче против минского «Динамо».